# Elisabeth Lindemann
Elisabeth Lindemann, también conocida como Elisabeth Hablik-Lindemann, (Nordhastedt, 23 de agosto de 1879-Itzehoe, 15 de agosto de1960) fue una tejedora, diseñadora textil y fotógrafa alemana. Se le atribuye la creación de la primera técnica moderna de telar de jacquard. Ella acercó las técnicas tradicionales de tejido a los gustos contemporáneos modificando colores y patrones. Se la considera la "madre del tejido a mano".

## Biografía
Elisabeth Lindemann nació el 23 de agosto de 1879 en Nordhastedt en Schleswig-Holstein, Alemania. De 1897 a 1900 estudió diseño de telas y textiles en Dresde con los hermanos Gertrude y Erich Kleinhempel. En 1902, pasó tres meses en Estocolmo aprendiendo las tradiciones de los textiles suecos en la Escuela de Tejido Handarbetes Vänner.
En mayo de 1902, Lindemann dirigía el Taller de tejido del Museo Meldorf (Meldorfer Museumsweberei) en Meldorf y cuatro años más tarde creó la primera técnica textil jacquard moderna. Mantuvo su papel en el Taller de Tejido del Museo Meldorf hasta 1907.
En 1917 se casó con Wenzel Hablik y juntos se trasladaron a la ciudad de Itzehoe para abrir un taller de artesanía.
Lindemann murió el 15 de agosto de 1960 en Itzehoe. Después de su muerte, su hija trasladó el estudio de tejido a Pondicherry, India, y continuó produciendo diseños de Elisabeth Lindemann como Hablik Handicraft.

## Reconocimientos
Fue galardonada con la Cruz de Oficial de la Orden del Mérito de la República Federal de Alemania por su trabajo.[cita requerida]